# Natalie Zemon Davis
Natalie Zemon Davis (Detroit, 8 de novembro de 1928 - Toronto, 21 de outubro de 2023) foi uma historiadora canadense-estadunidense.
Davis foi professora da Universidade Brown, da Universidade de Toronto, da Universidade da Califórnia em Berkeley, e de 1978 até sua aposentadoria em 1996, da Universidade de Princeton. Especialista em história social e cultural, Natalie Zemon Davis ensinou sobre a História da França, de história e antropologia, história social judaica do início da modernidade e história e cinema, história das mulheres e do gênero.

## Morte
Davis morreu em 21 de outubro de 2023 em Toronto devido a um câncer.

## Prêmios e condecorações
- 1979: membro da Academia de Artes e Ciências dos Estados Unidos
- 2000: Prêmio Toynbee
- 2001: Prêmio Aby Warburg
- 2001: Doutorado honorário da Universidade de Basileia[3]
- 2010: Prêmio Comemorativo Internacional Holberg[4]
- 2012: Medalha Nacional de Humanidades

## Obras
- Die wahrhaftige Geschichte von der Wiederkehr des Martin Guerre. (Le retour du Martin Guerre.) Piper, München 1984, ISBN 3-492-02858-6.
- Frauen und Gesellschaft am Beginn der Neuzeit. Studien über Familie, Religion und die Wandlungsfähigkeit des sozialen Körpers. Wagenbach Verlag, Berlin 1986, ISBN 3-8031-3531-1.
- com Arlette Farge: Geschichte der Frauen, Band 3: Frühe Neuzeit, Frankfurt: Campus Verlag 1994
- Humanismus, Narrenherrschaft und die Riten der Gewalt. (Society and Culture in Early Modern France.) S. Fischer Verlag, Frankfurt am Main 1987, ISBN 3-596-24369-6.
- Drei Frauenleben. (Women on the Margins.) Wagenbach Verlag, Berlin 1996, ISBN 3-8031-3584-2.
- Die schenkende Gesellschaft. Zur Kultur der französischen Renaissance. (The Gift in Sixteenth-Century France.) C. H. Beck, München 2002, ISBN 3-406-48721-1.
- Metamorphosen. Das Leben der Maria Sibylla Merian. (Women on the Margins.) Wagenbach Verlag, Berlin 2003, ISBN 3-8031-2484-0.
- Mit Gott rechten. Das Leben der Glikl bas Judah Leib, genannt Glückel von Hameln. (Women on the Margins.) Wagenbach Verlag, Berlin 2003, ISBN 3-8031-2485-9.
- Leo Africanus. Ein Reisender zwischen Orient und Okzident. (Trickster Travels.) Wagenbach Verlag, Berlin 2008, ISBN 978-3-8031-3627-5.